# اوکسیلیادورا خیمنز
اوکسیلیادورا خیمنز (انگلیسی: Auxiliadora Jiménez؛ زادهٔ ۱۱ ژانویهٔ ۱۹۷۵) بازیکن فوتبال اهل اسپانیا است.

وی همچنین در تیم ملی فوتبال زنان اسپانیا بازی کرده‌است.